# Cixius dotata
Cixius dotata är en insektsart som beskrevs av Walker 1857. Cixius dotata ingår i släktet Cixius och familjen kilstritar. Inga underarter finns listade i Catalogue of Life.